# Maurice Favre
Pour les articles homonymes, voir Favre.
Maurice Favre, né le 18 mai 1876 aux Rousses et mort le 16 décembre 1954 à Lyon, est un dermatologue français. Son nom est repris pour diverses pathologies, parmi lesquelles la maladie de Durand-Nicolas-Favre, la maladie de Favre et Racouchot (en) ou le syndrome de Goldmann-Favre.